# 诺伊索尔格
诺伊索尔格是德国巴伐利亚州的一个市镇。总面积17.85平方公里，总人口1915人，其中男性940人，女性975人（2011年12月31日），人口密度107人/平方公里。